# 弓削秋麻呂
弓削 秋麻呂（ゆげ の あきまろ）は、奈良時代の貴族。氏姓は弓削連のち弓削宿禰、弓削御浄朝臣。道鏡の近親と想定されるが系譜は不詳。官位は従五位上・大蔵少輔。

## 経歴
道鏡の弟であった弓削浄人とその子息と同様に弓削御浄朝臣姓を称したことから、道鏡・浄人兄弟の近親と想定される。浄人が天平宝字8年（764年）7月に弓削連姓から弓削宿禰姓に、さらに9月に弓削御浄朝臣に改めた際、同時に改姓したか。
天平神護元年（765年）従六位下から四階昇叙されて従五位下に叙爵し、右兵衛佐に任ぜられる。天平神護3年（767年）左少弁に任ぜられ、神護景雲3年（769年）には従五位上と道鏡政権下で要職を務めながら順調に昇進する。
神護景雲4年（770年）8月の称徳天皇崩御に伴い道鏡が失脚した後の動静は不明。

## 官歴
『続日本紀』による。
- 天平宝字8年（764年） 7月6日：連姓から宿禰姓に改姓。9月11日：弓削宿禰姓から弓削御浄朝臣姓に改姓。
- 時期不詳：従六位下
- 天平神護元年（765年） 正月7日：従五位下。2月8日：右兵衛佐
- 天平神護3年（767年） 7月10日：左少弁
- 神護景雲3年（769年） 6月9日：兼周防守。10月30日：従五位上
- 神護景雲4年（770年） 6月3日：大蔵少輔